# Sārangkheda
Sārangkheda är en ort i Indien.   Den ligger i distriktet Nandurbar och delstaten Maharashtra, i den centrala delen av landet, 800 km söder om huvudstaden New Delhi. Sārangkheda ligger 130 meter över havet och antalet invånare är 8 060.
Terrängen runt Sārangkheda är platt. Runt Sārangkheda är det ganska tätbefolkat, med 239 invånare per kvadratkilometer. Närmaste större samhälle är Dondaicha, 12,9 km söder om Sārangkheda. Trakten runt Sārangkheda består till största delen av jordbruksmark.